# 7mm Remington Short Action Ultra Magnum
Remington introdujo el 7mm Short Action Ultra Magnum (SAUM) en 2002 para competir con el 7mm Winchester Short Magnum, para ser usado en la carabina Remington Model Seven Magnum, pero la diferencia de velocidad entre el 7mm SAUM y el WSM es de menos de 50 pies por segundo; haciéndolos casi gemelos balísticos.
Sin embargo, el 7mm SAUM no logró la misma popularidad debido a que fue introducido al mercado más tarde que el 7mm WSM, y muy pocos fabricantes de rifles produjeron rifles en este calibre, resultando en una baja demanda de munición en 7mm SAUM, causando un aumento significativo en el costo de esta.
Actualmente 7mm SAUM ha experimentando un rebote en la popularidad debido al interés por usar balas de alto coeficiente balístico, característico de los proyectiles .284 (7mm).

## Uso deportivo
Al igual que otros 7mm Magnum, el 7mm SAUM es adecuado para la caza mayor de todo tipo de cérvidos, antílopes y cabras, sobre todo bajo condiciones en las que se presentan tiros a distancias considerables. Al igual que otros cartuchos que pueden ser usados en mecanismos de acción corta, de longitudes similares al .308 Winchester, el 7mm SAUM ofrece la ventaja de un rifle más corto y ligero si se compara con uno que se construya alrededor de un mecanismo de longitud estándar o Magnum largo. El 7mm SAUM es una elección popular en competencias de tiro de clase f, habiéndose ganado varios torneos en esta disciplina con este cartucho.
El 7mm SAUM llena también es también popular para modalidades de tiro deportivo de largo alcance (700-2100 yardas) habiéndose vuelto una elección popular .